# 李洁 (足球运动员)
李洁（1979年7月8日—），出生于北京，中国足球运动员，中国国家女子足球队成员，司职后卫。她曾参加2002年亚洲运动会和2006年亚洲运动会，分别获得一枚银牌和一枚铜牌。